# API key
Le chiavi API (Application Programming Interface Key) sono degli identificatori univoci utilizzati in ambito informatico per autenticare e autorizzare chi sta effettuando una richiesta a un'API, oppure per autenticare e autorizzare le comunicazioni tra due applicazioni software attraverso un'API.

## Definizione
Una chiave API è una stringa di caratteri unica generata casualmente che viene utilizzata per accedere a determinate funzioni offerte da un servizio API. Le chiavi API sono utilizzate per controllare l'accesso e tracciare l'uso dell'API per scopi di sicurezza, monitoraggio e fatturazione.

## Tipi di chiavi API
Esistono quattro tipi di chiavi utilizzate per l'autenticazione di una richiesta:
| Tipo     | Livello di autorizzazione                                                  | Descrizione |
| -------- | -------------------------------------------------------------------------- | --- |
| Admin    | Accesso completo (lettura/scrittura) per tutte le operazioni sul contenuto | Permette tutte le operazioni sul contenuto, inclusa la gestione degli utenti e delle configurazioni.                   |
| Query    | Accesso in sola lettura                                                    | Limitato alla visualizzazione dei dati, senza la possibilità di modificarli.                                           |
| Pubblica | Accesso a dati non sensibili                                               | Utilizzata per operazioni che non richiedono autenticazione, come la lettura di dati pubblici.                         |
| Privata  | Accesso a dati sensibili                                                   | Le chiavi API private sono utilizzate per accedere o modificare dati sensibili e devono essere mantenute confidenziali |

## Utilizzo
La chiave API funge spesso sia da identificatore univoco che da token segreto per l'autenticazione e l'autorizzazione di chi sta effettuando una richiesta a un'API. Il suo utilizzo principale è volto a consentire la comunicazione sicura tra vari servizi web o applicazioni, monitorare l'utilizzo delle API e risolvere problemi relativi alle integrazioni delle API.
Un esempio di chiave API in un codice Python:
```
API_KEY
 
=
 
'sk-abc1234567890XYZ'

```

## Gestione
Le chiavi API sono generalmente gestite attraverso il portale degli sviluppatori del fornitore dell'API, dove gli utenti possono registrarsi, generare e revocare le chiavi API.

## Storia
Le chiavi API hanno iniziato a guadagnare popolarità con l'ascesa delle web API alla fine degli anni 2000, offrendo un approccio standardizzato al controllo degli accessi attraverso una vasta gamma di servizi web.  La nascita delle moderne web API può risale circa ai primi anni 2000, con una dissertazione influente su REST di Roy Fielding e l'adozione da parte di aziende tecnologiche emergenti come Salesforce, eBay e Amazon.

### Evoluzione
Con l'evoluzione del web, le chiavi API hanno permesso di tracciare l'utilizzo delle API, facilitando la gestione delle risorse e la pianificazione della capacità. Inoltre, hanno abilitato nuovi metodi di monetizzazione dei dati, diventando fondamentali per gli sforzi di tokenizzazione e monetizzazione dei dati.